# Salah Hissou
Salah Hissou, né le 16 janvier 1972 à Kasba Tadla (Maroc) est un athlète marocain.
Il est considéré comme l'un des meilleurs coureurs de fond marocains des années 2000 et a été un sérieux challenger des grands Haile Gebrselassie et Paul Tergat sur les distances dres 5 000 et 10 000 mètres.
Hissou a remporté en 1996 la médaille de bronze aux Jeux d'Atlanta, et en 1997 la médaille de bronze du 10 000 m aux Championnats du monde d'Athènes.
Ses meilleurs exploits restent le titre de champion du monde du 5 000 m à Séville en 1999, ainsi que le record mondial du 10 000 m le 23 août 1996 à Bruxelles (alors qu'il était le lièvre engagé pour que Paul Tergat batte lui-même ce record du Monde).
Malgré ses belles prestations en meetings, Hissou n'a jamais réussi à décrocher l'or olympique.
Le 17 septembre 2000, alors qu'il faisait partie des favoris, Hissou a déclaré forfait pour les Jeux olympiques de Sydney, ayant ressenti des douleurs à la cheville touchée au camp d'entraînement.

## Palmarès
| Rang | Type           | Performance    | Discipline | Lieu            |
| ---- | -------------- | -------------- | ---------- | --------------- |
| 3    | JO             | 27 min 24 s 67 | 10 000 m   | Atlanta (1996)  |
| 3    | CM             | 27 min 28 s 67 | 10 000 m   | Athènes (1997)  |
| 1    | CM             | 12 min 58 s 13 | 5 000 m    | Séville (1999)  |
| 1    | Record mondial | 26 min 38 s 08 | 10 000 m   | Bruxelles(1996) |

### Championnats du monde de cross-country
- Vice-champion du monde de cross-country en 1996, 1997
- Médaille de bronze en 1995